# Wild Card (film fra 2015)
Wild Card er en amerikansk ctionthrillerfilm fra 2015 instrueret af Simon West. De medvirkende tæller Jason Statham, Michael Angarano, Milo Ventimiglia, Dominik Garcia-Lorido, Anne Heche og Sofia Vergara. Den er baseret på romanen Heat (1985) af William Goldman, og er en genindspilning af filmatiseringen fra 1986 med Burt Reynolds. Filmen havde premiere i USA d. 30. januar 2015.
Wild Card modtog dårlige anmeldelser og var et finansielt flop, da den kun indspillede for $6,7 mio. mod et budget på $30 mio.

## Medvirkende
- Jason Statham som Nick Wild
- Michael Angarano som Cyrus Kinnick
- Milo Ventimiglia som Danny DeMarco
- Dominik Garcia-Lorido som Holly
- Anne Heche som Roxy
- Sofía Vergara som DD
- Max Casella som Osgood
- Jason Alexander som Pinchus "Pinky" Zion
- Francois Vincentelli som Benny
- Daviena McFadden som Millicent
- Chris Browning som Tiel
- Matthew Willig som Kinlaw
- Grieice Santo som Cocktail Waitress
- Hope Davis som Cassandra
- Stanley Tucci som Baby
- Michael Papajohn som Pit Boss
- Lara Grice som First Doctor

## Eksterne Henvisninger
- Wild card på Internet Movie Database (engelsk)
- Wild card på Filmdatabasen
- Wild card på Scope
- Wild card i Svensk Filmdatabas (svensk)
- Wild card på AlloCiné (fransk)
- Wild card på MovieMeter (nederlandsk)
- Wild card på AllMovie (engelsk)
- Wild card hos British Film Institute (engelsk)
- Wild card på Turner Classic Movies (engelsk)
- Wild card på The Movie Database (engelsk)